# COYOTE
COYOTE és una organització estatunidenca pels drets de les treballadores sexuals. El seu nom és un retroacrònim de Call Off Your Old Tired Ethics (Anul·la la teva antiga ètica cansada), un reflex del fet que el treball sexual tendeix a ser estigmatitzat principalment a causa dels estàndards d'ètica imposats per la societat.
Els objectius de COYOTE inclouen la despenalització (en contraposició a la legalització) de la prostitució i el proxenetisme, així com l'eliminació de l'estigma social pel que fa al treball sexual com a ocupació.
COYOTE ofereix assessorament i derivacions legals per a les treballadores sexuals, i assistència per abandonar el treball sexual per a fer altres feines.

## Seveis
COYOTE ofereix assessorament expert i entrenament de sensibilitat per als serveis socials i les agències d'aplicació de la llei que tracten amb les treballadores sexuals. Les membres de COYOTE han declarat com a perits durant els judicis. L'organització treballa per educar el públic en general sobre el treball sexual i promou l'educació sobre el sexe segur, la SIDA i les malalties de transmissió sexual entre les treballadores sexuals, els seus clients i el públic en general.

## Història

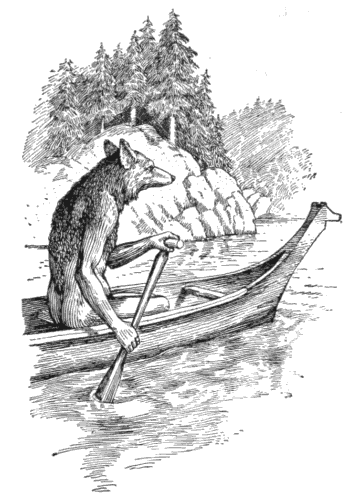
Sovint el coiot té el rol de murri així com de bromista en històries tradicionals

COYOTE va ser fundada a San Francisco l'any 1973 per Margo St. James, una feminista i antiga treballadora sexual, juntament amb Jennifer James, una professora d'antropologia amb seu a Seattle. Margo St. James havia estat detinguda i condemnada anteriorment per un delicte de prostitució als 25 anys d'edat, però va anul·lar la condemna després d'estudiar dret durant un any a la Universitat Lincoln de San Francisco.
Va triar el nom de COYOTE perquè el novel·lista Tom Robbins la va anomenar «coiot múrria» i va inventar «Call Off Your Old Tired Ethics» per adaptar-se al retroacrònim escollit. St. James creia que el treball sexual s'hauria de considerar un treball equivalent a qualsevol altra carrera, i va escriure el 1977 que «fer una gran distinció entre ser pagat per una hora de serveis sexuals, o una hora de mecanografia o una hora d'actuació en un escenari és fer una distinció que no hi és».

### Propòsit
L'objectiu inicial del grup era «establir una feble unió de dones (tant prostitutes com feministes) per lluitar pel canvi legal».
COYOTE va oferir espais segurs perquè les treballadores sexuals es reunissin per parlar de les seves experiències i trobar suport. Van fer «sessions ràpides» que utilitzaven mètodes de conscienciació feminista i van fer saber a les dones que no estaven soles en les seves experiències. Van reunir històries i fets sobre les injustícies a les quals s'enfrontaven les treballadores sexuals i van llançar una campanya d'educació pública per destacar els biaixos racistes i masclistes de les detencions per prostitució. Les reunions i els esdeveniments es van anunciar a través dels diaris clandestins. COYOTE va organitzar programes educatius i esdeveniments culturals per recaptar diners per a altres projectes i va fer manifestacions públiques per protestar contra l'entrapment. També van organitzar «convencions de putes» a San Francisco (1974), Washington, DC (1976), i a Brussel·les i Amsterdam (1985 i 1986).

### Programes i serveis
COYOTE va oferir una varietat de serveis a les treballadores sexuals. Van oferir una línia directa per a les prostitutes anomenada SLIP (Survival Line for Independent Prostitutes; Línia de supervivència per a prostitutes independents), assistència legal immediata per a les prostitutes que havien estat detingudes, roba adequada per a les compareixences als tribunals i classes per a prostitutes sobre habilitats de supervivència a la presó. COYOTE va guanyar canvis de política a la dècada del 1970, que van disminuir gradualment les lleis de prostitució. Van abolir la teràpia obligatòria amb penicil·lina i les quarantenes de presó de diversos dies, i van pressionar els defensors públics perquè proporcionessin una millor representació a les persones acusades de sol·licitud de serveis sexuals i prostitució, delictes menors. Van instigar i patrocinar almenys 26 demandes en nom de prostitutes i van aixecar una quarantena obligatòria de tres dies per malalties venèries imposada pel Departament de Policia de San Francisco a les prostitutes. Van guanyar al·legant que la incidència de malalties venèries és almenys tan alta entre les persones de 20 a 40 anys com entre les prostitutes i «només les dones són arrestades i obligades a fer-se controls periòdics de malalties venèries». COYOTE va aconseguir que un jutge desestimés els càrrecs de prostitució contra 37 dones, els clients masculins de les quals no van ser detinguts, i van organitzar protestes contra l'assetjament policial, que creien que era un dels problemes més crítics que afectaven les prostitutes.
COYOTE va realitzar Hookers' Balls anuals de 1973 a 1979 a San Francisco, que van servir per desestigmatitzar el treball sexual, celebrar les treballadores sexuals i recaptar fons. A partir d'aquests esdeveniments, COYOTE va recaptar un fons de fiança per alliberar les dones dels proxenetes explotadors i va crear programes especials de benestar i serveis d'assistència.
A mesura que creixia la preocupació pública per l'epidèmia de la SIDA, les treballadores sexuals eren cada cop més culpables de propagar la malaltia. COYOTE va tractar immediatament d'abordar-ho, afirmant que l'organització estava «treballant per prevenir les víctimes expiatòries de les prostitutes per la SIDA i altres malalties de transmissió sexual, i per educar les prostitutes, els seus clients i el públic en general sobre la prevenció d'aquestes malalties». L'organització es va pronunciar en contra de les proves obligatòries de la SIDA per a les treballadores sexuals, considerant-la una violació dels drets civils. Diverses membres de COYOTE es van unir l'any 1988 per formar el Projecte d'Educació per a les Prostitutes de Califòrnia (California Prostitutes Education Project, CAL-PEP), amb l'objectiu de proporcionar educació sobre el treball sexual per part de les mateixes treballadors del sexe. CAL-PEP va publicar Prostitutes Prevent AIDS: A Manual for Health Education (Les prostitutes prevenen la SIDA: un manual per a l'educació sanitària) l'any 1988 amb finançament federal i estatal.

### Afiliacions
Poc després de la fundació de COYOTE, es van fundar l'Associació de Prostitutes de Seattle (Association of Seattle Prostitutes, ASP) i les Prostitutes de Nova York (Prostitutes of New Yorkm PONY). Hi havia aproximadament 20 «organitzacions germanes» fundades el 1979. A mesura que COYOTE va guanyar credibilitat com a moviment nacional, va guanyar afiliacions amb organitzacions feministes més liberals i dominants com l'Organització Nacional per a les Dones (National Organization for Women, NOW), Salaris per tasques domèstiques (Wages for Housework), la Unió Americana per les Llibertats Civils (American Civil Liberties Union, ACLU) i el Col·legi d'Advocats dels Estats Units d'Amèrica (American Bar Association. ABA) Aquestes afiliacions van ser possibles en part gràcies a l'àmplia base de suport de COYOTE, que en un moment donat estava formada per 270.000 membres.

### El casCOYOTE vs. Roberts
El 1976, COYOTE, liderat per St. James, va presentar una demanda contra Rhode Island. En el cas, COYOTE vs. Roberts, l'argument es basava en quant de poder hauria de tenir l'estat per controlar l'activitat sexual dels seus ciutadans. La demanda també al·legava discriminació sobre com s'aplicava la llei. Es van presentar dades que demostraven un processament selectiu: la policia de Providence arrestava les treballadores sexuals amb molta més freqüència que els clients masculins. En el cas va declarar St. James. Tot i que el cas finalment es va desestimar quan l'Assemblea General de Rhode Island va canviar l'estatut de la prostitució el 1980, COYOTE i St. James tenen crèdit com una de les raons per les quals es va despenalitzar la prostitució a Rhode Island, tot i que la prostitució es va tornar a prohibir el 2009. «Samantha» i Gloria Lockett va ser codirectora de COYOTE a principis de la dècada del 1990. S'havien mostrat crítiques amb el grup per centrar-se en les prostitutes de «classe alta» (com les noies de companyia i les noies del telèfon eròtic) i les treballadores sexuals blanques, tot ignorant les preocupacions de les prostitutes de carrer i de les minories ètniques.
L'any 2009, Bella Robinson va fundar la sucursal de Rhode Island de l'organització (COYOTE RI) i actualment n'és la directora executiva.
Des de 2012, Norma Jean Almodovar és la directora executiva de la branca de COYOTE a Los Angeles.